# Afradapis
Az Afradapis nemet egy korábbi lelet (2001-es) alapján Erik Seiffert 2009-ben írta le. A lelet állkapocstöredékekből és különálló fogakból áll, Észak-Egyiptomból (Birket Qarun, azaz a Faiyum-oázis) került elő, 40-37 millió éves. A típuspéldány katalógusszáma CGM 83690.
A lelet besorolásáról azóta is viták folynak. Egyik vélemény szerint nincs elegendő adat arra vonatkozóan, hogy ténylegesen az emberszabásúak őseként lehetne rá tekinteni, a megfigyelhető hasonlóságok konvergens evolúció eredményei. Mások szerint azonban a makiszerű és emberszabásúra emlékeztető jellegek olyan keveréke, hogy mindkettőnek közös őse lehet.
Erik Seiffert a 2009-es tanulmányában a főemlősök családfáját olyan formában javasolta, miszerint az Afradapis a lemurok és lórik elkülönülése előtt erről az ágról váltak le – mégpedig az Afradapis és a Darwinius közös őse személyében. Ezzel messzire helyezi az emberszabásúak törzsfájától, mivel ez az ág még a Tarzuszfélék (Tarsiiformes) és az újvilági majmok divergenciája előtt, már a paleocén első felében elváltak az emberszabásúak vonalától.
A cikk megjelenése óta Callum Ross és Richard Kay is a bizonytalanságra hívta fel a figyelmet, így a kérdés nem tekinthető eldöntöttnek. Az Afradapis viszonya a többi főemlőssel és legfőképp a Darwiniusszal még kutatást igényel. Erik Seiffert jelenleg (2010) is Észak-Egyiptomban kutat további fosszíliák után.

## Lásd még
Az emberfélék fosszíliáinak listája